# 維拉斯尼亞足球會
維拉斯尼亞足球會是位於阿爾巴尼亞斯庫台的一家足球俱樂部，成立於1919年。球隊是弗拉茲尼亞體育俱樂部的足球部門，也是阿爾巴尼亞最古老的足球俱樂部。球隊目前參加阿爾巴尼亞足球超級聯賽的賽事。
自1952年以来，弗拉兹尼亚的主场一直是羅洛·博里希球場。2016年，该球场耗资1700万欧元重建为现代化的全座体育场，现在可容纳约16,000人，使其成为阿尔巴尼亚第二大体育场。

## 球會榮譽
國内聯賽
- 阿爾巴尼亞超級足球聯賽

 冠軍： (9) 1945, 1946, 1971–72, 1973–74, 1977–78, 1982–83, 1991–92, 1997–98, 2000–01
 亞軍： (11) 1932, 1933, 1936, 1937, 1947, 1949, 1974–75, 1996–97, 1998–99, 2002–03, 2008–09, 2020-21
- 阿爾巴尼亞甲組足球聯賽

 冠軍： (2) 1957, 1962
 亞軍： (1) 2018–19
國内盃賽
- 阿爾巴尼亞盃

 冠軍： (8) 1964–65, 1971–72, 1978–79, 1980–81, 1986–87, 2007–08, 2020–21, 2021–22
 亞軍： (8) 1938–39, 1965–66, 1967–68, 1969–70, 1985–86, 1998–99, 2005–06, 2009–10
- 阿爾巴尼亞超級盃

 冠軍： (2) 1998, 2001
 亞軍： (4) 1992, 2008, 2021, 2022

## 外部連結
- Official website （页面存档备份，存于）
- Fan Website
- UnOfficial website （页面存档备份，存于）